# Antonio Valencia (labdarúgó, 1985)
Luis Antonio Valencia Mosquera (Lago Agrio, 1985. augusztus 4. –) ecuadori labdarúgó, aki eredetileg jobbszélső volt, mielőtt pályafutása második felére jobbhátvéd lett.
Minden idők egyik legjobb ecuadori labdarúgója. Tíz évig volt a Manchester United játékosa, ahol többszörös angol bajnok lett, beválasztották az év csapatába, megnyerte az Európa-ligát és a csapat kapitánya is volt. 2021 májusában vonult vissza a labdarúgástól.
A válogatottban 99-szer szerepelt, 11 gólt szerezve.

## Pályafutása

### Kezdeti évek
Valencia az El Nacionalban kezdte a pályafutását, majd 2005-ben a Villarrelhoz igazolt. A 2005/06-os szezon nagy részét a Recreativo de Huelva csapatában töltötte kölcsönben.

### Wigan Athletic
A következő szezonbra a Wigan Athletic vette kölcsön. 2006. augusztus 19-én, egy Newcastle United elleni mérkőzésen debütált a kék-fehéreknél. Első gólját október 21-én, a Manchester City ellen szerezte. Később kölcsönszerződését még egy évvel megtoldotta a Wigan, majd 2008. január 18-án véglegesen is leigazolta. 2009 nyarára több nagy csapat, köztük a Real Madrid és a Manchester United is bejelentette, hogy érdeklődik iránta.

### Manchester United
Valencia 2009. június 30-án a Manchester Unitedhez igazolt. Ő lett a Vörös Ördögök első szerzeménye a nyári átigazolási időszakban. Négyéves szerződést írt alá az Old Traffordon, azt nem tudni, hogy a vörös mezesek mennyit fizettek érte, bizonyos források 16, mások 18 millió fontról számoltak be. A bemutatkozása remekül sikerült a MU-ban 2009. július 29-én a Boca Juniors elleni Audi-kupa mérkőzésen gólt szerzett. Az első tétmérkőzése a Chelsea elleni Community Shield volt, ahol a 62. percben a sérült Nani helyére állt be. Az első tétmeccsen szerzett góljáig 2009. október 17-ig kellett várni, amikor a United második gólját szerezte a Bolton Wanderers ellen 2-1-re megnyert meccsen. Négy nappal később a Bajnokok Ligájában a CSZKA Moszkvának is beköszönt (1-0).
Valencia a 2010-es Ligakupa döntőben is a kezdőcsapat tagja volt. A manchesteri győzelemmel (2-1) záruló mérkőzésen Antonio gólpasszt adott Wayne Rooneynak és elnyerte a mérkőzés legjobbja díjat. Az első MU-s szezonjában beválogatták a Premier League legjobb csapatába (PFA Premier League Team of the Year) csapattársaival Patrice Evra, Wayne Rooney és Darren Fletcher-rel együtt.
A 2010-es Community Shielden a United Valencia találatával szerezte meg a vezetést a Chelsea ellen (a meccset 3-1-re nyerték meg). Az idény elején 2010.szeptember 14-én bokatörést szenvedett a Glasgow Rangers elleni Bajnokok Ligája csoportmérkőzésen egy könnyed belépőt követően. A sérülés olyannyira súlyos volt hogy az orvosok azt jósolták hogy Antonionak az egész szezont ki kell hagynia, ám a kemény edzéseknek hála már 2011. március 12-én visszatérhetett az Arsenal elleni FA Kupa mérkőzésre. Következő mérkőzésein nem látszódott a kihagyás, folyamatosan csapata legjobbjai között volt és látszólag a gyorsaságából sem vesztett semmit. Az idény hátralévő részében gólpasszokkal és gólokkal segítette csapatát és társait, valamint nagy részben neki is köszönhető hogy a United bajnok lett és bejutott a Bajnokok Ligája döntőjébe. 20 mérkőzésen szerepelt és 3 gólig jutott a szezonban.

### LDU Quito
Valencia 2019. június 28-án az LDU Quito csapatához igazolt. Teljesen ingyen ugyanis szerződése lejárt a Manchester Uniednél.

## Válogatott
Valencia egy Paraguay elleni vb-selejtezőn léphetett először pályára az ecuadori válogatottban, 2005. március 27-én. A 2006-os vb-n az ecuadoriak minden meccsén pályán volt és a torna legjobbjaiként emlegették. Pályára lépett a 2007-es, és a 2011-es Copa Americán, valamint válogatottja legjobbjai közé tartozott a 2014-es brazíliai világbajnokságon is, azonban Ecuador egyik tornán sem tudott kiemelkedő eredményt elérni.

## Statisztika

### Klubcsapatokban
| Csapat                      | Szezon           | Bajnokság        | Bajnokság | Bajnokság | Kupa | Kupa  | Ligakupa | Ligakupa | Nemzetközi | Nemzetközi | Egyéb | Egyéb | Összesen | Összesen |
| Csapat                      | Szezon           | Osztály          | P.        | Gólok     | P.   | Gólok | P.       | Gólok    | P.         | Gólok      | P.    | Gólok | P.       | Gólok    |
| --------------------------- | ---------------- | ---------------- | --------- | --------- | ---- | ----- | -------- | -------- | ---------- | ---------- | ----- | ----- | -------- | -------- |
| El Nacional                 | 2003             | Ecuadori Serie A | 29        | 3         | –    | –     | –        | –        | –          | –          | –     | –     | 29       | 3        |
| El Nacional                 | 2004             | Ecuadori Serie A | 41        | 5         | –    | –     | –        | –        | 4          | 0          | –     | –     | 45       | 5        |
| El Nacional                 | 2005             | Ecuadori Serie A | 14        | 4         | –    | –     | –        | –        | –          | –          | –     | –     | 14       | 4        |
| El Nacional                 | Összesen         | Összesen         | 84        | 12        | –    | –     | –        | –        | 4          | 0          | –     | –     | 88       | 12       |
| Villarreal                  | 2005–06          | La Liga          | 2         | 0         | 0    | 0     | –        | –        | 0          | 0          | –     | –     | 2        | 0        |
| Recreativo (kölcsönben)     | 2005–06          | Segunda División | 12        | 0         | 0    | 0     | –        | –        | –          | –          | –     | –     | 12       | 0        |
| Wigan Athletic (kölcsönben) | 2006–07          | Premier League   | 22        | 1         | 0    | 0     | 0        | 0        | –          | –          | –     | –     | 22       | 1        |
| Wigan Athletic (kölcsönben) | 2007–08          | Premier League   | 15        | 0         | 0    | 0     | 0        | 0        | –          | –          | –     | –     | 15       | 0        |
| Wigan Athletic (kölcsönben) | Összesen         | Összesen         | 37        | 1         | 0    | 0     | 0        | 0        | –          | –          | –     | –     | 37       | 1        |
| Wigan Athletic              | 2007–08          | Premier League   | 16        | 3         | 1    | 0     | 0        | 0        | –          | –          | –     | –     | 17       | 3        |
| Wigan Athletic              | 2008–09          | Premier League   | 31        | 3         | 1    | 0     | 3        | 0        | –          | –          | –     | –     | 35       | 3        |
| Wigan Athletic              | Összesen         | Összesen         | 47        | 6         | 2    | 0     | 3        | 0        | –          | –          | –     | –     | 52       | 6        |
| Manchester United           | 2009–10          | Premier League   | 34        | 5         | 1    | 0     | 4        | 0        | 9          | 2          | 1     | 0     | 49       | 7        |
| Manchester United           | 2010–11          | Premier League   | 10        | 1         | 2    | 0     | 0        | 0        | 7          | 1          | 1     | 1     | 20       | 3        |
| Manchester United           | 2011–12          | Premier League   | 27        | 4         | 2    | 0     | 3        | 1        | 6          | 1          | 0     | 0     | 38       | 6        |
| Manchester United           | 2012–13          | Premier League   | 30        | 1         | 6    | 0     | 0        | 0        | 4          | 0          | –     | –     | 40       | 1        |
| Manchester United           | 2013–14          | Premier League   | 29        | 2         | 1    | 0     | 3        | 0        | 10         | 2          | 1     | 0     | 44       | 4        |
| Manchester United           | 2014–15          | Premier League   | 32        | 0         | 3    | 0     | 0        | 0        | –          | –          | –     | –     | 35       | 0        |
| Manchester United           | 2015–16          | Premier League   | 14        | 0         | 3    | 0     | 1        | 0        | 4          | 0          | –     | –     | 22       | 0        |
| Manchester United           | 2016–17          | Premier League   | 28        | 1         | 1    | 0     | 4        | 0        | 9          | 0          | 1     | 0     | 43       | 1        |
| Manchester United           | 2017–18          | Premier League   | 31        | 3         | 3    | 0     | 0        | 0        | 4          | 0          | 1     | 0     | 39       | 3        |
| Manchester United           | 2018–19          | Premier League   | 6         | 0         | 0    | 0     | 0        | 0        | 3          | 0          | –     | –     | 9        | 0        |
| Manchester United           | Összesen         | Összesen         | 241       | 17        | 22   | 0     | 15       | 1        | 56         | 6          | 5     | 1     | 339      | 25       |
| LDU Quito                   | 2019             | Ecuadori Serie A | 10        | 0         | 5    | 0     | –        | –        | 4          | 0          | 6     | 1     | 25       | 1        |
| LDU Quito                   | 2020             | Ecuadori Serie A | 4         | 0         | 0    | 0     | –        | –        | 2          | 0          | 1     | 0     | 7        | 0        |
| LDU Quito                   | Összesen         | Összesen         | 14        | 0         | 5    | 0     | –        | –        | 6          | 0          | 7     | 1     | 32       | 1        |
| Querétaro                   | 2020–21          | Liga MX          | 15        | 1         | –    | –     | –        | –        | –          | –          | –     | –     | 15       | 1        |
| Karrier összesen            | Karrier összesen | Karrier összesen | 452       | 37        | 29   | 0     | 18       | 1        | 66         | 6          | 12    | 2     | 577      | 46       |

1. ↑  Pályára lépések a Copa Libertadores-ben, az UEFA-bajnokok ligájában és az Európa-ligában
2. 1 2 3 4  Pályára lépések az angol labdarúgó-szuperkupában
3. ↑  Pályára lépések az UEFA-szuperkupában
4. ↑  Pályára lépések az ecuadori bajnoki rájátszásban
5. ↑  Pályára lépések a ecuadori labdarúgó-szuperkupában

### A válogatottban
| Válogatott | Év       | Pályára lépések | Gólok |
| ---------- | -------- | --------------- | ----- |
| Ecuador    | 2004     | 2               | 0     |
| Ecuador    | 2005     | 12              | 3     |
| Ecuador    | 2006     | 8               | 0     |
| Ecuador    | 2007     | 7               | 1     |
| Ecuador    | 2008     | 6               | 0     |
| Ecuador    | 2009     | 6               | 2     |
| Ecuador    | 2010     | 2               | 0     |
| Ecuador    | 2011     | 6               | 0     |
| Ecuador    | 2012     | 6               | 0     |
| Ecuador    | 2013     | 12              | 2     |
| Ecuador    | 2014     | 7               | 0     |
| Ecuador    | 2015     | 4               | 0     |
| Ecuador    | 2016     | 9               | 2     |
| Ecuador    | 2017     | 5               | 0     |
| Ecuador    | 2018     | 1               | 1     |
| Ecuador    | 2019     | 6               | 0     |
| Összesen   | Összesen | 99              | 11    |

#### Gólok
| #  | Dátum               | Helyszín                                           | Ellenfél    | Eredmény | Végeredmény | Kiírás                           |
| -- | ------------------- | -------------------------------------------------- | ----------- | -------- | ----------- | -------------------------------- |
| 1  | 2005. március 27.   | Atahualpa Olimpiai Stadion, Quito, Ecuador         | Paraguay    | 1–2      | 5–2         | 2006-as világbajnokság-selejtező |
| 2  | 2005. március 27.   | Atahualpa Olimpiai Stadion, Quito, Ecuador         | Paraguay    | 4–2      | 5–2         | 2006-as világbajnokság-selejtező |
| 3  | 2005. március 30.   | Estadio Nacional de Lima, Lima, Peru               | Peru        | 2–1      | 2–2         | 2006-as világbajnokság-selejtező |
| 4  | 2007. június 27.    | Polideportivo Cachamay, Ciudad Guayana, Venezuela  | Chile       | 1–0      | 2–3         | 2007-es Copa América             |
| 5  | 2009. szeptember 9. | Estadio Hernando Siles, La Paz, Bolívia            | Bolívia     | 2–0      | 3–1         | 2010-es világbajnokság-selejtező |
| 6  | 2009. október 10.   | Atahualpa Olimpiai Stadion, Quito, Ecuador         | Uruguay     | 1–0      | 1–2         | 2010-es világbajnokság-selejtező |
| 7  | 2013. február 6.    | Estádio D. Afonso Henriques, Guimarães, Portugália | Portugália  | 1–0      | 3–2         | Barátságos                       |
| 8  | 2013. május 29.     | FAU Stadion, Boca Raton, Egyesült Államok          | Németország | 1–4      | 2–4         | Barátságos                       |
| 9  | 2016. június 12.    | MetLife Stadium, East Rutherford, Egyesült Államok | Haiti       | 4–0      | 4–0         | Copa América Centenario          |
| 10 | 2016. október 6.    | Atahualpa Olimpiai Stadion, Quito, Ecuador         | Chile       | 1–0      | 3–0         | 2018-as világbajnokság-selejtező |
| 11 | 2018. november 15.  | Estadio Nacional de Lima, Lima, Peru               | Peru        | 1–0      | 2–0         | Barátságos                       |

## Sikerei, díjai

### El Nacional
- Ecuadori bajnok: 2005

### Manchester United
- Angol Ligakupa-győztes: 2010, 2016–2017
- FA Community Shield-győztes: 2010, 2013, 2016
- Premier League-bajnok: 2011, 2013
- FA kupa-győztes: 2016
- Európa-liga: 2016–17[3]
- Az év játékosa a szurkolók szerint: 2012